# Margreth Falkner
Margreth Falkner (nascida a 24 de Julho de 1975) é uma política austríaca do Partido Popular que serve como membro do Conselho Nacional desde 2024. Falkner é também vereadora municipal de Umhausen.